# Iridopsis eupepla
Iridopsis eupepla är en fjärilsart som beskrevs av W. Warren 1906. Iridopsis eupepla ingår i släktet Iridopsis och familjen mätare. Inga underarter finns listade i Catalogue of Life.